# Virgínia Ana Belo

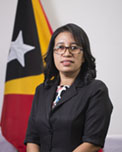
Virgínia Ana Belo

Virgínia Ana Belo (* 19. Juni 1971 in Dili, Portugiesisch-Timor) ist eine Politikerin aus Osttimor. Sie ist Mitglied der Partei Congresso Nacional da Reconstrução Timorense (CNRT). Sie ist Mitglied des nationalen Vorstands der Partei (Conselho Diretiva Nacional CDN).

## Werdegang
Belo hat Landwirtschaft studiert. Seit 2007 ist sie Abgeordnete im Nationalparlament Osttimors. Belo war in der Legislaturperiode von 2007 bis 2012 Mitglied der Kommission für Beseitigung der Armut, ländliche und regionale Entwicklung und Gleichstellung der Geschlechter (Kommission E) und saß von 2012 bis 2017 in der Kommission für Gesundheit, Bildung, Kultur, Veteranen und Gleichstellung der Geschlechter (Kommission F).
Auf Listenplatz 6 des CNRT gelang Belo bei den Parlamentswahlen in Osttimor 2017 der Wiedereinzug als Abgeordnete in das Nationalparlament Osttimors. Hier wurde sie Sekretärin der Kommission für konstitutionelle Angelegenheiten, Justiz, Öffentliche Verwaltung, lokale Rechtsprechung und Korruptionsbekämpfung (Kommission A). Seit September 2017 war Belo zudem Ersatzdelegierte der nationalen Gruppe des Nationalparlaments bei der parlamentarischen Versammlung der Gemeinschaft der Portugiesischsprachigen Länder (CPLP). Bei den Parlamentswahlen 2018 verpasste Belo den Einzug in das Parlament auf Listenplatz 48 der Aliança para Mudança e Progresso (AMP), der gemeinsamen Liste von CNRT, PLP und KHUNTO. Ende Juni rückte Belo für Abgeordnete in das Parlament nach, die ihren Sitz für ein Regierungsamt aufgaben. Sie wurde Präsidentin der Kommission für Wirtschaft und Entwicklung (Kommission D), wurde aber in Folge der Umstrukturierung am 16. Juni 2020 zum einfachen Mitglied der Kommission zurückgestuft.
Bei den Parlamentswahlen 2023 erhielt Belo Platz 18 auf der Liste des CNRT und erneut einen Sitz im Nationalparlament. Am 26. Juni wurde sie in der zweiten Parlamentssitzung zur Parlamentssekretärin gewählt.